# Kampinos (gmina)
Pour les articles homonymes, voir Kampinos.
Kampinos est une gmina rurale du powiat de Varsovie-ouest d&ans la Voïvodie de Mazovie, dans le centre-est de la Pologne.
Son siège administratif (chef-lieu) est le village de Kampinos, qui se situe environ 25 km à l'ouest d'Ożarów Mazowiecki (siège de la powiat) et 38 km à l'ouest de Varsovie (capitale de la Pologne).
La gmina couvre une superficie de 84,25 km2 pour une population de 4 105 habitants en 2006.

## Géographie
La gmina inclut les villages et localités de:

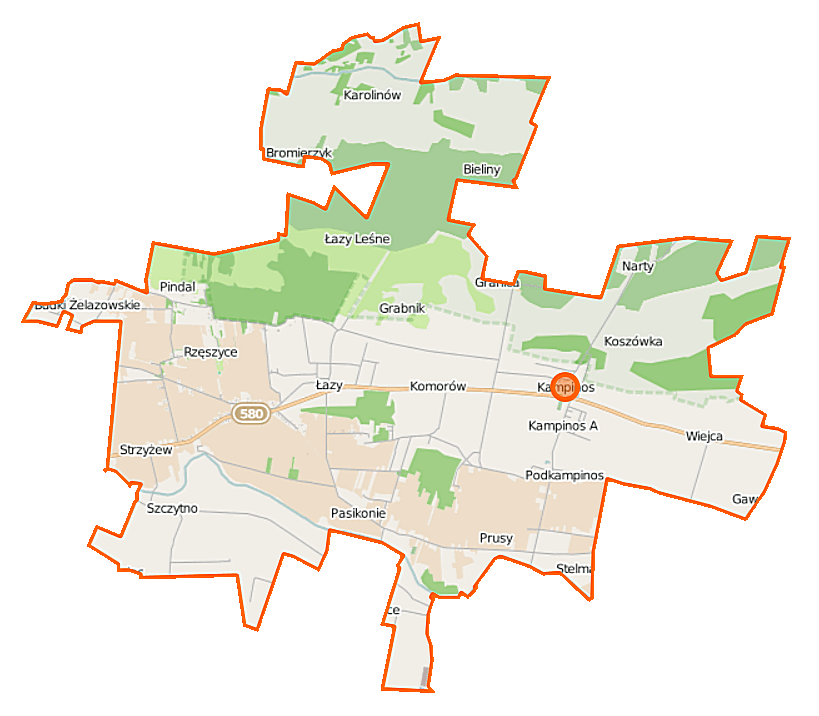
Plan de la gmina

- Bieliny
- Bromierzyk
- Budki Żelazowskie
- Grabnik
- Granica
- Józefów
- Kampinos
- Kampinos A
- Kirsztajnów
- Komorów
- Koszówka
- Kwiatkówek
- Łazy
- Łazy Leśne
- Pasikonie
- Pindal
- Podkampinos
- Prusy
- Rzęszyce
- Skarbikowo
- Stare Gnatowice
- Strojec
- Strzyżew
- Szczytno
- Wiejca
- Wola Pasikońska
- Zawady

### Gminy voisines
La gmina de Kampinos borde les gminy de:
- Brochów
- Leoncin
- Leszno
- Sochaczew
- Teresin.

## Structure du terrain
D'après les données de 2002, la superficie de la commune de Kampinos est de 84,25 km2, répartis comme telle :
- terres agricoles : 73%
- forêts : 19%

La commune représente 15,81% de la superficie du powiat.

## Démographie
Données den 2011 :
| Description        | Total  | Total | Femmes | Femmes | Hommes | Hommes |
| ------------------ | ------ | ----- | ------ | ------ | ------ | ------ |
| Unité              | Nombre | %     | Nombre | %      | Nombre | %      |
| Population         | 4 212  | 100   | 2 124  | 50,6   | 2 074  | 49,4   |
| Densité (hab./km²) | 50     | 50    | 25,2   | 25,2   | 24,6   | 24,6   |